# Liselot Thomassen
Liselot Thomassen (Sittard, 10 juli 1970) is een Nederlandse nieuwslezer. Ze is vooral bekend als nieuwslezer voor de NOS op NPO Radio 1 en NPO Radio 2.

## Loopbaan
Thomassen begon in 1990 als redacteur/nieuwslezer bij Nieuwsnet, de nieuwsafdeling van Extra 108, een lokaal radiostation in Amsterdam. Een jaar later was ze medeoprichter van de Lokale Nieuwsdienst Amsterdam waar zij tot 1994 bleef werken. 
In 1991 kwam ze naast haar lokale radiowerk parttime in dienst bij Greenpeace. Ze begon er als receptionist en werd later publicrelationsmedewerker. In 1995 begon ze als redacteur/nieuwslezer voor Radio 10 Gold wat ze twee jaar zou doen. 
Hierna kwam Liselot Thomassen in 1997 terecht bij het NOS Radionieuws en las onder meer jarenlang het nieuws op NPO 3FM. Bij de NOS werkt zij tot op heden als redacteur en nieuwslezer. Ze is veelvuldig te horen op onder meer NPO Radio 1, de regionale omroepen en andere radiozenders die tot de publieke omroep behoren. Sinds 9 januari 2015 leest ze regelmatig overdag het nieuws op NPO Radio 2.

## Trivia
- Thomassen is getrouwd en woont in Amsterdam.